# Backyard Ritual
Pour les articles homonymes, voir Ritual.
Clip vidéo
[vidéo] « Miles Davis - Backyard Ritual », sur YouTube
Backyard Ritual est une composition de jazz fusion, du trompettiste de jazz américain Miles Davis, enregistrée en single de promotion,  extrait de son album Tutu de 1986, un des succès de son répertoire.

## Histoire
Le compositeur californien George Duke compose ce titre de jazz fusion-funk-électronique pour l'album Tutu de Miles Davis de 1986,, en écho au titre emblématique Tutu de l'album, composé par Marcus Miller. Cette composition est réalisée à base de synthétiseur, séquenceur musical, échantillonneur, et boite à rythmes, alors très en vogue dans le monde avec la new wave des années 1980,. 
Le titre est enregistré le 6 février 1986 au studio Le Gonks de George Duke de West Hollywood en Californie, avec Miles Davis (trompette), George Duke (synthétiseur, musique électronique), Marcus Miller (guitare basse, synthétiseur, saxophone), Billy Hart et Paulinho Da Costa (percussions)...
Miles Davis reçoit le Grammy Awards de la meilleure performance instrumentale de jazz en 1987 pour sa performance sur cet album.

## Reprises et adaptations
Ce titre est repris et adapté entre autres par son compositeur George Duke, et par son musicien Marcus Miller (album Tutu Revisited 2011)...